# Darewo (gmina)
Darewo – dawna gmina wiejska istniejąca do 1939 roku w woj. nowogródzkim (obecnie na Białorusi). Siedzibą gminy była wieś Darewo (15 mieszk. w 1921 roku).
Początkowo gmina należała do powiatu nowogródzkiego. 1 sierpnia 1919 r. gmina weszła w skład nowo utworzonego powiatu baranowickiego pod Zarządem Cywilnym Ziem Wschodnich. 19 lutego 1921 r. gmina wraz z powiatem baranowickim włączono do nowo utworzonego woj. nowogródzkiego. 23 kwietnia 1930 roku część obszaru gminy Darewo włączono  do gminy Lachowicze. 
Po wojnie obszar gminy Darewo wszedł w struktury administracyjne Związku Radzieckiego.